# 名古屋市交通局100形電車
名古屋市交通局100形電車（なごやしこうつうきょく100がたでんしゃ）は、かつて名古屋市交通局（名古屋市営地下鉄）東山線で使用されていた通勤形電車である。
本稿では100形の改良型である200形電車および中間車の500形・600形・700形、そして中間車の700形より改造された250形電車についても記述する。
なお、解説の便宜上、編成として扱う場合は藤ヶ丘（現・藤が丘）側先頭車の車両番号+F（Formation=編成の略）を編成名として記述（例：101以下2両編成=101F）する。

## 100形・500形

### 概要
100形は1957年（昭和32年）の東山線名古屋 - 栄町（現・栄）間開業に際し、9月に12両が製造された制御電動車で、その後1963年（昭和38年）2月までに40両が製造された。1963年（昭和38年）の池下 - 東山公園間開業に際し、編成を2両から3両にするため、100形から運転台を取り除いて簡易運転台を設置した構造の中間車の500形が20両製造された。
本形式は3S方式（安全（Safety）・迅速（speedily）・静粛（silent））を基本方針として設計され、地下を走る車両であることから、第一の安全は不燃性、第二の迅速は高加減速、第三の静粛は騒音の低減に重点が置かれている。

### 車体
主要機器の項で述べるように市電車両（路面電車）で培われた技術が踏襲されており、弾性車輪の使用とそれによる重量制限から、ボディーマウント構造のモノコック車体が採用された。車体塗装は画家の杉本健吉により選定された菜種色（黄色、ウィンザーイエロー）で、その塗装から「黄電」と呼ばれた。この塗装は名古屋市営地下鉄の普通鋼製車両全般に使われたが、東山線では車体に識別用の帯を巻かない車両を用いていたため、やがて「黄色が東山線のラインカラー」と意識されるようになった。
軽量化のため、車体寸法も全長15.5 m級、全幅2.5 m級と、東京メトロ銀座線（全長16 m, 全幅2.55 m）より一回り小さい規格となる。乗降口として幅1,100 mmの片引き扉を3か所に配置し、乗務員室扉を含んだ扉・窓配置は dD4D4D1 となったが、3扉で扉間の窓が4個というのも市電車両と共通する。また、特に朝の混雑が激しい藤ヶ丘方の先頭車は、後年戸袋窓の破損防止のためガラスの代わりに車体と（室内側は壁と）同色のボードをはめ、次項の200形にも同じ処置がなされている。
床は台枠上面にキーストン板を張り、その上にコルク板と塩化ビニール製のロンリウムを張っている。その後コルク板は不燃化のため軽量コンクリートのユニテックスに変えられている。窓は外嵌め式のユニットサッシとされ、車内を広く見せる観点から大窓とした。側窓は上段下降、下段上昇の2段窓である。室内照明は直管蛍光灯であるが、本形式から1975年（昭和50年）までに製造された東山線・名城線車両（広義の「黄電」）は、すべての室内照明が天井の両隅（側壁上部）に設置され、荷棚（網棚）がなかった。荷棚については、製造当時の地下鉄車両では「乗車距離が短い」などの理由から他車でも省略された例が多く存在し、決して黄電のみに見られた特徴ではない。
乗務員室は中央に貫通路を設け、客室側から見て左側を運転台、右側を車掌室としている。車掌室側については編成中間に組み込んだ際に仕切り戸を乗務員室扉の方に折りたたんで客室として利用できるようになっている。中間車の500形は乗務員室がなく、代わりに藤ヶ丘寄りに簡易運転台を設けている。先行試作車として製造された101号は下之一色線での試験運行時には非常扉上に方向幕が設置されていたが、営業運転開始時に撤去の上、量産車と同様に方向板が非常扉に設置された。なお、方向板の文字は開業時は「縦書き・黄地に紺文字」（1976年頃までには藤ヶ丘行は左右に紺色の線、その後に星ヶ丘行は紺地に黄文字）だったが、1982年（昭和57年）に高畑駅まで延伸開業した際に「横書き・紺地に黄文字・英語表記追加」に交換された。

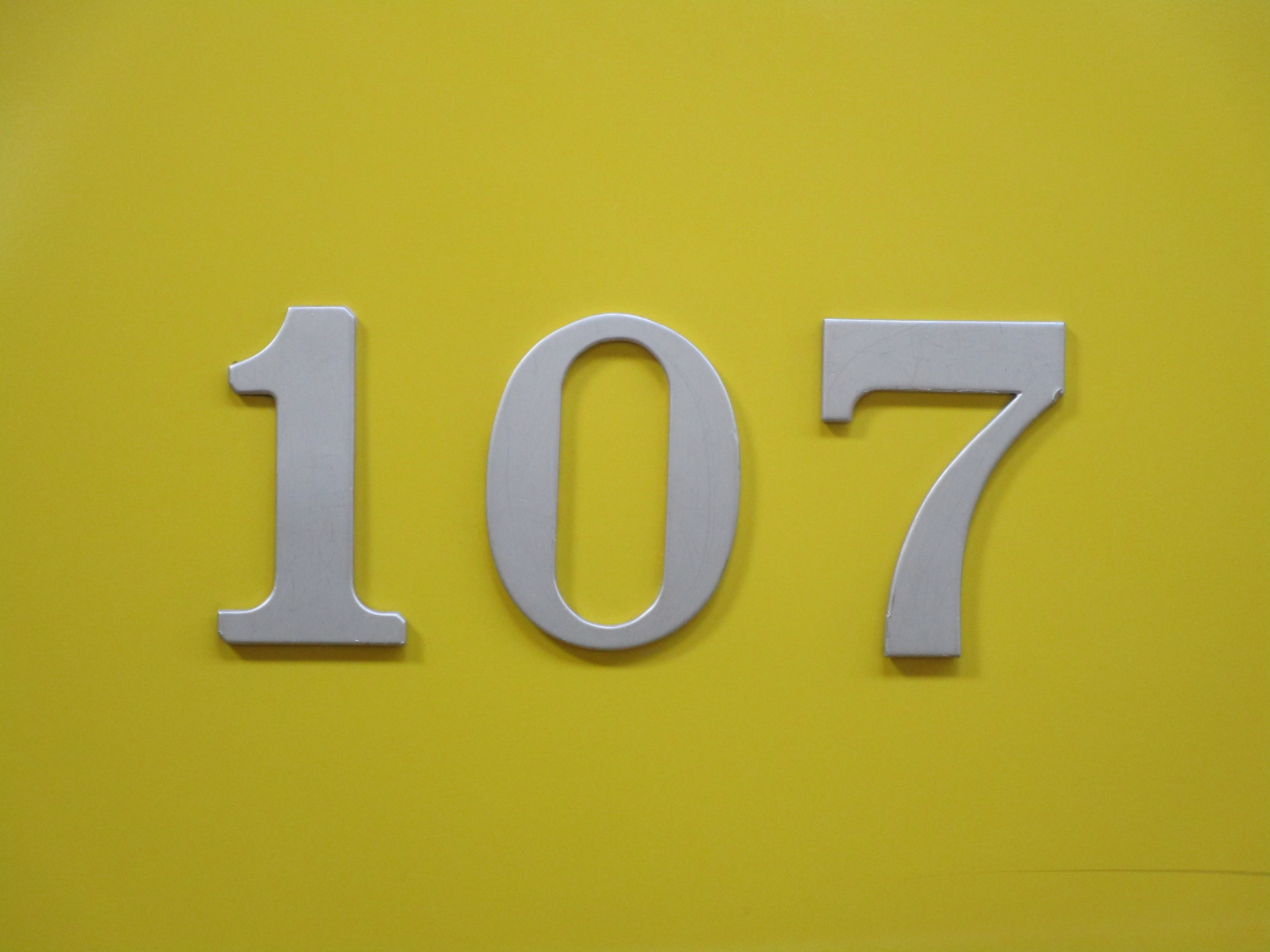
100形側面番号（107編成）
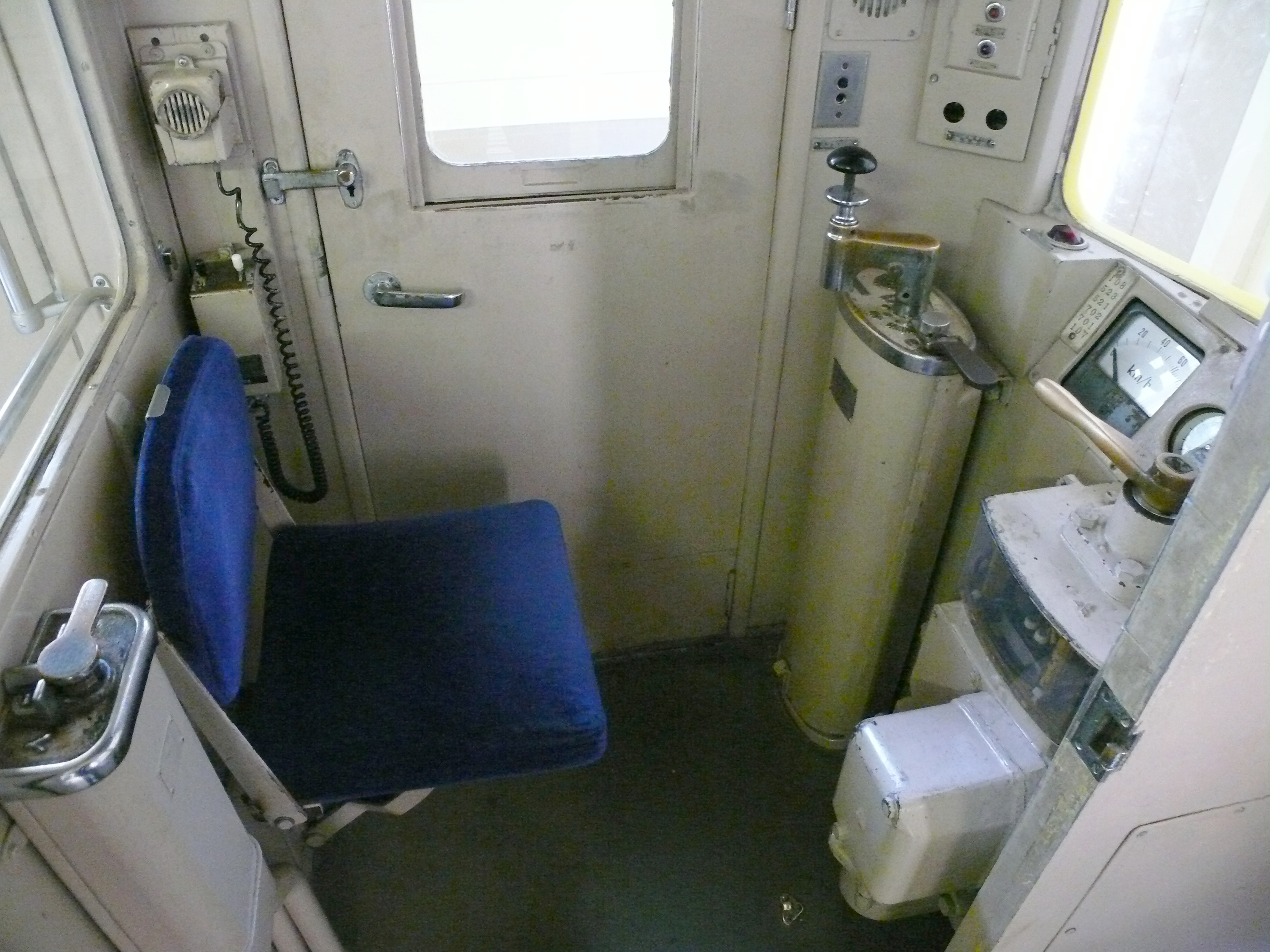
100形運転席（レトロでんしゃ館にて）
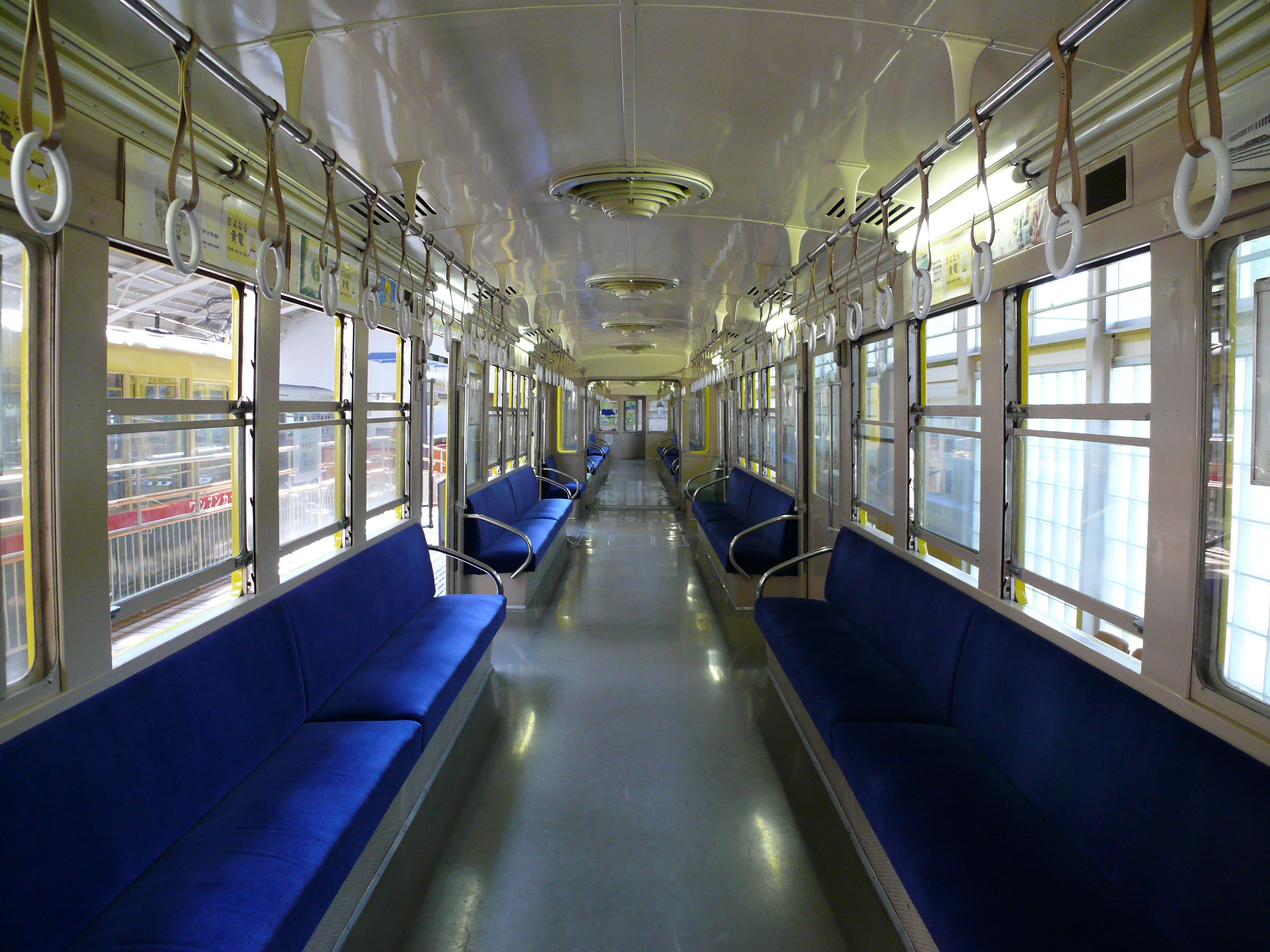
100形車内（レトロでんしゃ館にて）

### 主要機器
主電動機は日立製HS-503を採用し、1960年（昭和35年）以降の増備車については同一の定格・特性を持つ日車製NE-40Bも採用されている。主電動機の出力は40 kWであり、駆動方式は直角カルダンである。要となるハイポイドギヤについては当初クラーク社製のPCCカー用のものを輸入して組み立てていたが、1959年（昭和34年）の2次車以降は国産化された。当初の加減速性能は起動加速度3.0 km/h/s、常用減速度3.5 km/h/sと現行よりも低かった。設計最高速度は78 km/hとされている。主制御器は電動カム軸式の日立製MMC-LBM形を採用し、1960年（昭和35年）以降の増備車は同一性能の日車NCA-404Lも採用されている。
台車はコイルばねの日立製KH-10A形（100形）・KH-10B形（500形）を採用し、1960年（昭和35年）以降の新造車についてはKH-10Aと互換性のある日車ND-107形・ND-107A形・ND-108B形も採用されている。なお117号車及び118号車については空気ばねを使用した日立製KH-25A形を採用し、517についても一時期空気ばね台車である日立製KH-25Bを履いていた。車輪については騒音の低減という理由から1953年（昭和28年）の名古屋市電1800形から1956年（昭和31年）の2000形まで3年にわたり新造車での実車試験を実施し、その結果、ゴムのせん断力を利用した弾性車輪が採用された。車輪径762 mm, 固定軸距1,800 mmと足回りもコンパクトサイズである。基礎ブレーキ装置は外締め式のドラムブレーキを採用、制御には応答性に優れたSMEE電磁直通ブレーキを使用し、常用ブレーキは発電制動を優先、応荷重装置は最大制動力を制限する圧力制限式としている。また、103・105・119・121・123・127については自動塗油器が搭載されている。

### 改造
元々自然空冷としていた主抵抗器については熱容量を増加するため、1965年に電動送風機による強制空冷に改造した。1974年には路線延長により、当初計画より起伏が大きく混雑率も予想を遥かに上回り、老朽化が進行したため、40 kWであった主電動機の出力を48 kWに増強している。また、空気ばね台車を履いていた117・118については1983年に保守軽減と合理化のため、台車交換を実施している。

### ATO試験
本形式では1960年（昭和35年）に自動列車運転装置（ATO）を搭載、日本国内の鉄道で初めて自動運転を実施した。試験区間は東山線の名古屋 - 栄町間（下り線約2.5 km）で、車両は105・106号車（ATOは105号車に搭載）を使用した。
システムは日立製作所が開発したもので、路線長が短いことや運行車種も一つであることからATOは車上装置による地上パターン方式（地上プログラム方式）とし、地上装置側より地上子、さらに車両側の車上子へ制御プログラムを送信して、車上装置で車両側の制御機器を操作するものである。1960年（昭和35年）10月21日（10月24日となっている資料もある）から夜間終電後に2か月間実施し、乗り心地は問題なく、駅停止精度は当初±540 mm以内の精度であったが、種々改良の後は±500 mm以内を確保した（第1次現車試験）。1961年（昭和36年）12月から翌1962年（昭和37年）5月まで営業時間帯の手動運転中に電子機器の耐久試験を行いながら、月に1回のATO走行試験を行った（長期耐久試験）。現車試験ならびに長期耐久試験は成功に終わったが、安全性やコスト面に課題が残され、実用化には至らなかった。その後、1963年（昭和38年）1月10日から2月10日には営業運転に使用された。

### 廃車
冷房装置を搭載できない上、ボディーマウント構造で保守の面で問題の多い本形式は早期廃車の対象となり、101・102・501・503・525・527の計6両は1982年6月7日付で最初に廃車され、その後も順次廃車が進み、107・108は1985年9月付で廃車され、開業時から使用された車両は全廃となった。この2両については廃車前の1985年8月23日から29日にかけて装飾を施した上でお別れ運転が行われた。その後、中間車500形の517・519は1987年11月付、100形の119・120は1988年7月付で順次廃車され、形式消滅した。

## 200形・600形

### 概要
路線の延長と混雑率の増加に対応するため、1964年（昭和39年）に200形4両と中間車の600形2両（601・603）、1965年（昭和40年）に4両編成化のため、中間車の600形2両（602・604）が製造された。製造両数は少ないものの、名城線（現・一部は名港線）1000形系列のベースになっている。製造は201・202・601・602が日立製作所で、203・204・603・604が日本車輌製造（日車）となっている。

### 車体
ボディーマウント構造は保安上難点が多く、放熱の問題があり、また床下機器の取り付けスペースが少ないことから、通常のボックスマウント構造・セミモノコック車体に変更された。通風装置は100形がモニター屋根だったのに対し、箱型ベンチレーターが設置されている。車内については100形と中間車の500形と大差はない。

### 主要機器
主電動機は三菱製MB-3092で、出力は50 kWに増強され、駆動方式はWNドライブとされた。主電動機については100形と中間車の500形と連結運転できるよう容量にに応じたトルク分担のできる特性を持つ。制御装置は車体製造所と同じく日立製MMC-LTB-10と日車製NCA-504Lを搭載する。ただし、603については日本車輌製造製ながら日立製MMC-LTB-10を搭載している。
台車は車体製造所と同じく、日立KH-46形・日車ND-110形でありどちらも同一仕様である。軸ばねや枕ばねの方式については100形と同一となっている。基礎ブレーキ装置は100形と異なりディスクブレーキとしているが、制御方式について100形と同じ電磁直通ブレーキである。

### 廃車
200形と中間車の600形の計5両は1988年7月7日付、残る3両は1990年8月付で順次廃車され、形式消滅した。

## 700形

### 概要
ボディマウント構造で保守性に難があった中間車の500形に代わり、中間車の増備車として1965年（昭和40年）に4両編成化のため、9両、1966年（昭和41年）に4両編成化のため、11両、1969年（昭和44年）から1971年（昭和46年）にかけて5両編成化のため、22両、1973年（昭和48年）に6両編成化のため、22両の計64両が日立製作所・日本車輌製造で製造された中間電動車である。

### 車体
100形と合わせるため、再びモニター屋根となったが通常のボックスマウント構造である。709号までは中間車の600形と同様の片開き扉で簡易運転台付きであったが、710号以降は名城線（現・一部は名港線）1000形系列をベースとした幅1300 mmの両開き扉で戸袋窓を廃止、側窓を三連窓として簡易運転台は廃された。

### 主要機器
主電動機は最初に製造された709までの9両が中間車の600形と同じ三菱製MB-3092のほか、日立製のHS-830を採用し、出力はどちらも50 kWとなっている。一方、1966年に製造された710以降は同じ形状・型式ながら55 kwに出力を増強しており、1969年の721以降は日車製NE-55形も採用されている。制御装置は200形と同じく日立製MMC-LTB-10と日車製NCA-504Lを搭載する。1969年に製造された721以降は電動発電機を廃止し、3両分の給電能力を有するSIVを搭載する。台車については200形と同じく日立KH-46形・日車ND-110形を採用し、721以降はKH-46A・ND-111・ND-111S・KH-46C・住友製FS-354・FS-354A-Sも採用している。
ブレーキについては1973年の743以降、新造時より保安ブレーキを搭載する。なお、710号以降は車体外観こそ中間車の800形と同様であるが、制御回路電圧の違い（100形・200形の36 Vに対し、300形は100 V）から300形編成への挿入は不可能である。

### 改造
1983年から18両が250形に改造された。1996年11月11日から東山動植物園の開園60周年を記念し、255・256と編成を組む700形は動物と植物をアレンジしたデザインの塗装にされた。

### 廃車
707・708は1987年11月付で最初に廃車され、その後も順次廃車が進み、最後の12両は1999年4月付で廃車され、形式消滅した。

## 250形

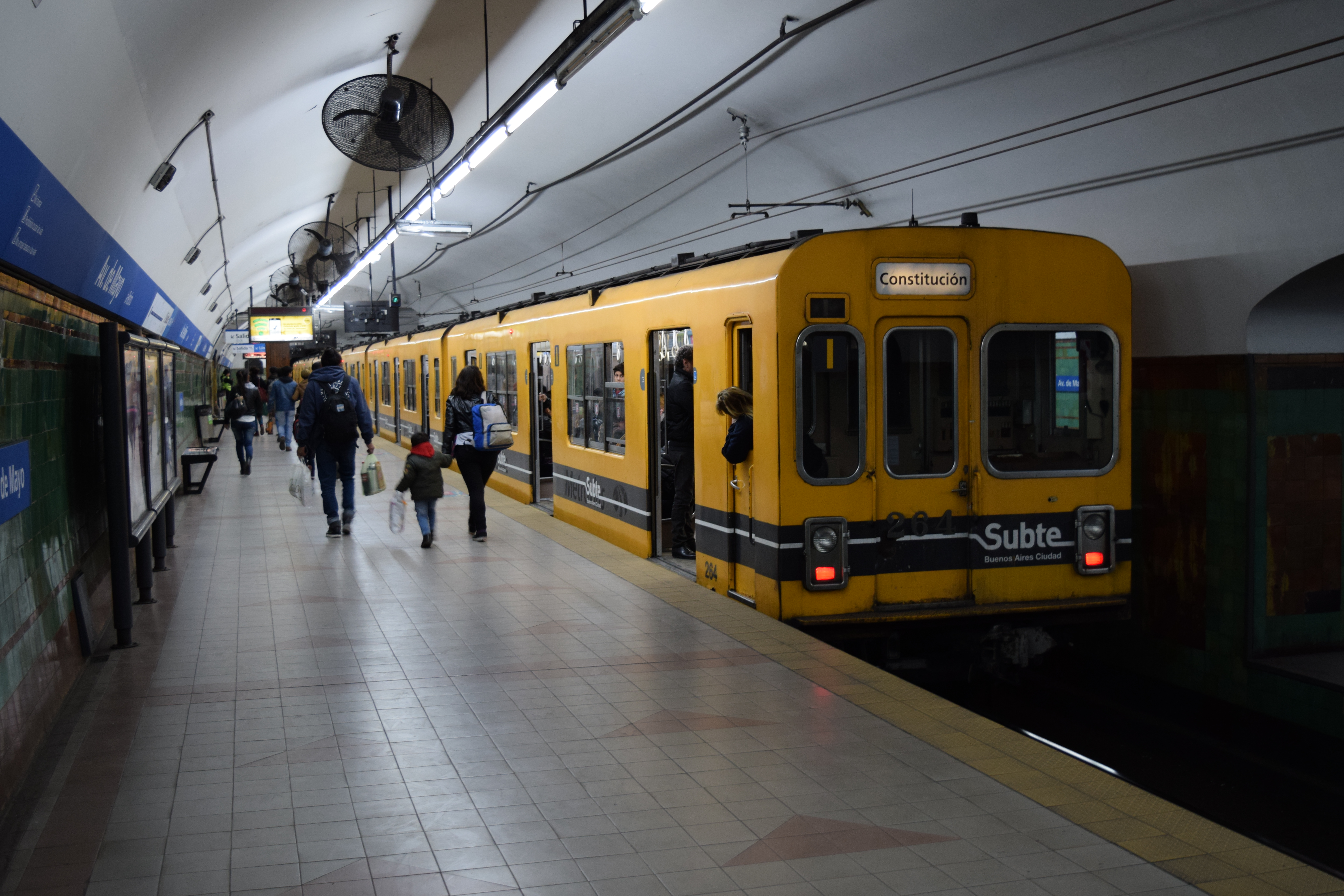
250形（ブエノスアイレス地下鉄に譲渡後）

### 概要
100形と中間車の500形の廃車に伴い、先頭車が不足するため、比較的経年の浅い中間車の700形を先頭車に改造し、改番を行った車両。日本の地下鉄としては今のところ、中間車が先頭車に改造された唯一の例である。

### 車体
前面は5000形をベースとした左右非対称の切妻構造で、5000形と異なり、垂直になり、東山線の「黄電」で唯一前面方向幕が設置された車両である。改造方法は車体前部を切断した上で新造した運転台ユニットを接合する方式である。また、運転機器は廃車となった100形から流用している。
1983年に2両、1984年に4両、1985年に4両、1986年に4両、1987年に4両の計18両が日本車輌製造豊川製作所にて改造され、引き続き700形を中間車に挿入した編成を組んで使用された。
改造前後の車番は下記の通り。
743・746・730・761・751・754・736・764・724・759・733・762・755・758・727・760・747・750 → 251 - 268

### 改造
1996年11月11日からは東山動植物園の開園60周年を記念し、255Fが動物と植物をアレンジしたデザインの塗装にされた。

### 廃車
最初の6両は1993年6月付で最初に廃車され、その後も順次廃車が進み、最後の6両は1999年4月付で廃車され、形式消滅した。

## 他事業者への譲渡・架線集電化
1998年から2002年にかけて250形251・252・255・256・261・262・263・264・265・266・267・268と中間車の700形725・726・741・742・744・748・749・752・753・756・757・763が他事業者に譲渡され、架線集電化も行われた。
- 高松琴平電気鉄道（250形・700形→600形）
- ブエノスアイレス地下鉄（250形・700形、車両番号変更なし）

譲渡された車両は以下の通り（事業者別に記載）。
- 高松琴平電気鉄道に譲渡[50][43]
  - 250形251・252・255・256・261・262・265・266
  - 700形725・726・752・753
- ブエノスアイレス地下鉄に譲渡[43]（2019年9月までに全ての編成が運用を離脱、一部編成が2025年より運用を再開）
  - 250形263・264・267・268
  - 700形741・742・744・748・749・756・757・763

## 保存車
1985年付で廃車された107・108の2両については藤ヶ丘工場（現・藤が丘工場）で保管されていたが、2000年にレトロでんしゃ館が開館するにあたり、同館へ移設の上、公開保存された際、107の戸袋部は金属板から窓ガラスに戻された。

## 編成表
1981年時点
|          | ← 藤が丘高畑 → |     |     |     |     |     |
| 形式     | 100            | 700 | 700 | 500 | 500 | 100 |
| 区分     | Mc             | M   | M   | M   | M   | Mc  |
| 車両番号 | 101            | 711 | 712 | 501 | 503 | 102 |
| 車両番号 | 103            | 713 | 714 | 505 | 507 | 104 |
| 車両番号 | 105            | 715 | 716 | 509 | 511 | 106 |
| 車両番号 | 107            | 701 | 702 | 521 | 523 | 108 |
| 車両番号 | 109            | 703 | 704 | 525 | 527 | 110 |
| 車両番号 | 113            | 705 | 706 | 513 | 515 | 114 |
| 車両番号 | 115            | 717 | 718 | 529 | 531 | 116 |
| 車両番号 | 117            | 707 | 708 | 517 | 519 | 118 |
| 車両番号 | 119            | 719 | 720 | 537 | 539 | 120 |
| 車両番号 | 133            | 709 | 710 | 533 | 535 | 134 |
|          |                |     |     |     |     |     |
| 形式     | 100            | 700 | 700 | 700 | 700 | 100 |
| 区分     | Mc             | M   | M   | M   | M   | Mc  |
| 車両番号 | 111            | 743 | 744 | 745 | 746 | 112 |
| 車両番号 | 121            | 747 | 748 | 749 | 750 | 122 |
| 車両番号 | 123            | 724 | 725 | 726 | 759 | 124 |
| 車両番号 | 125            | 727 | 728 | 729 | 760 | 126 |
| 車両番号 | 127            | 751 | 752 | 753 | 754 | 128 |
| 車両番号 | 129            | 730 | 731 | 732 | 761 | 130 |
| 車両番号 | 131            | 733 | 734 | 735 | 762 | 132 |
| 車両番号 | 135            | 721 | 722 | 723 | 763 | 136 |
| 車両番号 | 137            | 755 | 756 | 757 | 758 | 138 |
| 車両番号 | 139            | 736 | 737 | 738 | 764 | 140 |
|          |                |     |     |     |     |     |
| 形式     | 200            | 700 | 600 | 600 | 600 | 200 |
| 区分     | Mc             | M   | M   | M   | M   | Mc  |
| 車両番号 | 201            | 739 | 601 | 602 | 603 | 202 |
|          |                |     |     |     |     |     |
| 形式     | 200            | 700 | 700 | 600 | 600 | 200 |
| 区分     | Mc             | M   | M   | M   | M   | Mc  |
| 車両番号 | 203            | 740 | 741 | 742 | 604 | 204 |

## その他
市営交通資料センターには本形式の運転台が保存展示されており、実際に動かすことができる。また、135の前頭部が日進工場内に保管されており、イベント時には公開されることになっている。